# لیپووا (ورنگاچکا بانگا)
لیپووا (به صربی: Lipova) یک منطقهٔ مسکونی در صربستان است که در ورنگاچکا بانگا واقع شده‌است. لیپووا ۷٫۲۳ کیلومتر مربع مساحت و ۹۸۵ نفر جمعیت دارد و ۲۶۷ متر بالاتر از سطح دریا واقع شده‌است.